# Bala Hissar (Kabul)
Bala Hissar (en persa: بالاحصار‎; lit. ‘el lugar elevado’), oficialmente Qalat Bala Hissar (qalat significa fortificación), es una antigua ciudadela situada en el sur de la ciudad vieja de Kabul, capital de Afganistán. Originalmente construida en torno a los siglos V-VI por los heftalitas y ampliada en los siglos IX-XI por los shahis hindúes, se encuentra al norte del lago Hashmat Jan, en el extremo sur de la cordillera Kōh-e-Sherdarwaza. Las antiguas murallas de Kabul comienzan en esta fortaleza y siguen la cresta montañosa en una amplia curva hasta alcanzar el río.
La ciudadela cuenta con un conjunto de puertas de acceso, algunas dando al Kōh-e Shēr Darwāzah (lit. ‘montaña de la puerta del león’), la gran elevación en el sur de Kabul, al oeste del lago. A lo largo de los siglos ofrecía protección y alojamiento tanto a la nobleza como al personal y sus familias; en total, podía alojar hasta mil personas en tiempos de asedio. Originalmente se dividió en dos partes: la fortaleza inferior, que reunía los establos, cuarteles, tres palacios y una mezquita; y la fortaleza superior —la propiamente llamada Bala Hissar—, que albergaba la armería, los graneros y los notorios calabozos de Kabul, conocidos como Siyah Chal (lit. ‘el foso negro’).
Durante 15 siglos Bala Hissar fue residencia de los emires afganos, hasta las guerras anglo-afganas del siglo XIX, tras las cuales se ha quedado en estado de ruinas hasta el día de hoy. En 2018, el entonces presidente afgano Ashraf Ghani decretó la restauración de la fortificación, y en octubre de 2020 se publicó que la zona entera se convertiría en un parque arqueológico en un plazo de cuatro años. Sin embargo, tanto la pandemia de COVID-19 como la caída de la ciudad (y del país) en manos de los talibanes en 2021 han frustrado de momento este proyecto.

## Historia

### Antigüedad y Edad Media
Los orígenes de Bala Hissar son inciertos. En sus inmediaciones se han recuperado piezas de alfarería anteriores a la era kushán y monedas indogriegas (Reino de Yavana) e incluso aqueménidas, lo que sugiere la existencia de asentamientos en la zona desde la Antigüedad. Hallazgos realizados en 2007 por la Delegación arqueológica francesa en Afganistán (DAFA) confirmaron que a lo sumo en el siglo II a. C. ya se habían realizado obras de fortificación en el extremo occidental de la rocosa cumbre actualmente conocida como Sheer-i Darwaze; estas consistían en un sistema de muros dispuestos en filas que cubrían el extremo sur de la ciudad y conectaban con la cumbre de Kouh-i Aseman, de un lado, y del otro con los monasterios budistas fortificados en la cuenca del río Kabul (Tepe Naranj, Tepe Marandjan, etc.).
En cuanto a la existencia de la propia ciudadela, los hallazgos la sitúan ya en el siglo V, y en todo caso durante el dominio de los hunos blancos (pueblo heftalita) en el siglo VI. Sus estructuras defensivas se erigieron en torno a un sistema de terrazas que cubrían la cumbre, en cuyo punto más alto pudo haber un mausoleo. Unos pantanos protegían los flancos norte y oeste de la fortaleza y proporcionaban zonas de caza a sus habitantes. Es probable que formara parte de las campañas turcas en la región a finales de ese siglo, y los avances árabes en el siglo VII, cuando el valle de Kabul se convirtió en el principal centro de resistencia contra la expansión del incipiente islam. Tanto los árabes como los samánidas, los turcos shahis y los hindúes shahis que les siguieron habrán tenido su uso de la fortaleza debida su ventajosa ubicación y por ser Kabul tradicionalmente punto de encuentro entre Tartaria, India y Persia. Sea como fuere, los datos sobre su historia más antigua son muy escasos.

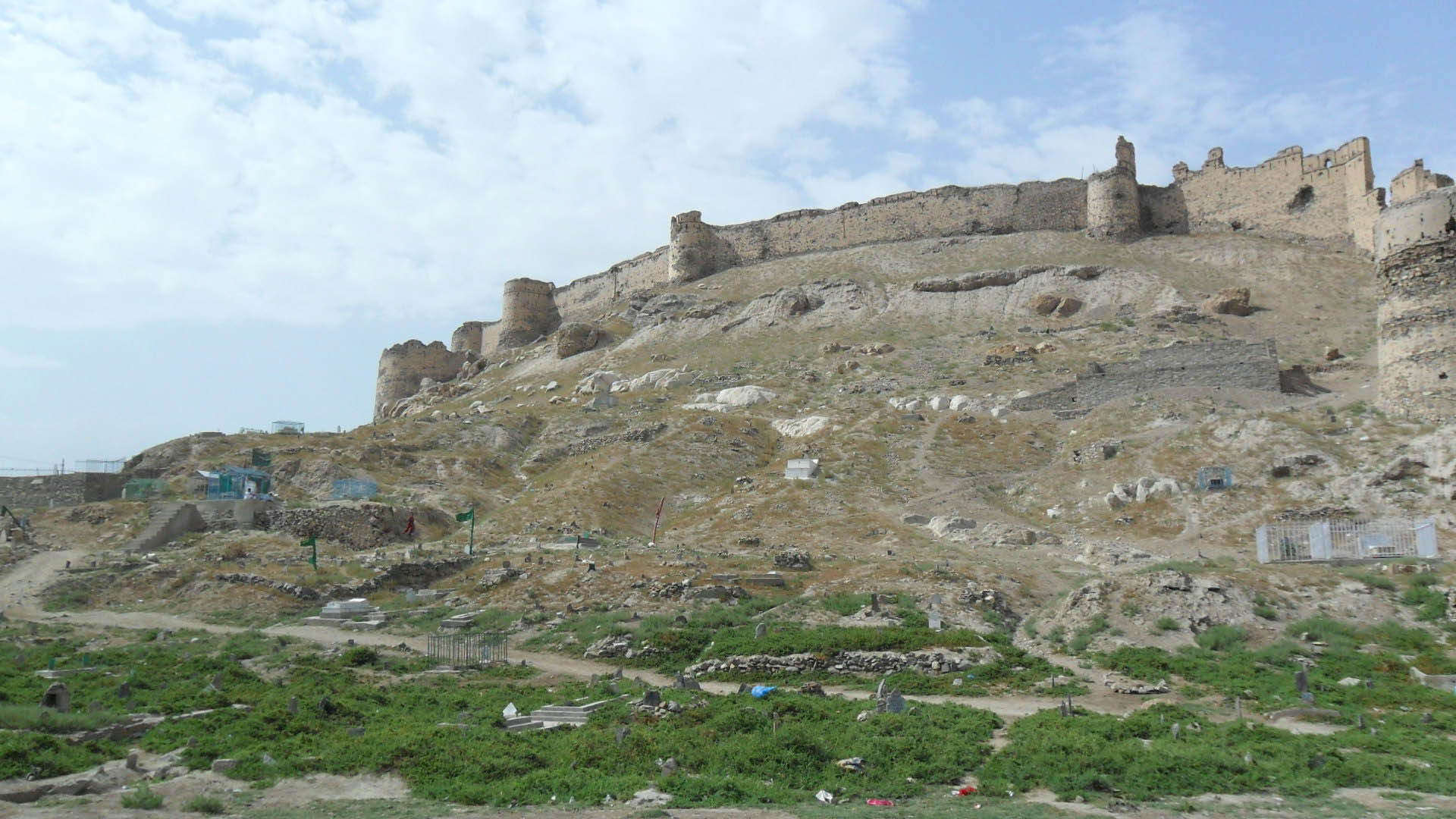
Bala Hissar: vista desde el cementerio que bordea la fortaleza, ubicado en la ladera septentrional del monte.

Tampoco existen muchos registros sobre la historia medieval de la fortaleza. Hacia finales del siglo X, Kabul pasó a dominio de los gaznávidas. Se cuenta que en 1031, el tercer sultán de dicha dinastía, Masud I, pasó revista a «1670 elefantes de guerra, todos ellos equipados y listos para la acción» desde la principal fortaleza de la ciudad (aunque no se menciona su nombre). Evidentemente, una fuerza tan grande no podía tener su base en Bala Hissar, pero indica la importancia militar que tenía la ciudad (en todo caso, en la batalla de Dandanaqan, en la que Masud fue contundentemente derrotado, solo participaron entre cien y trescientos elefantes, por lo que esta cifra puede que sea una exageración). Los gaznávidas fueron sucedidos por los gúridas en 1148, que a su vez cayeron bajo dominio jorezmita (Imperio corasmio) a principios del siglo XIII. Este tampoco duró mucho, pues ya en 1221, Gengis Kan persiguió al ejército jorezmita hasta el río Indo, pasando el invierno cerca de Kabul. Tras la caída del Imperio mongol un siglo y medio después, la ciudad pasó a dominio del Imperio timúrida. El conquistador turcomongol Tamerlán, fundador del imperio, nombró a uno de sus nietos gobernador de la ciudad (por lo que también es plausible que utilizara la ciudadela como residencia, aunque tampoco está mencionado). El propio Tamerlán pasó por la zona en 1398, camino a la India.

### Edad Moderna
Con todo, es a partir de comienzos de la Edad Moderna que empieza a documentarse una actividad más notable en Bala Hissar, con el surgimiento del Imperio mogol, y más concretamente con el asedio y conquista de la ciudad en 1504 por Babur, fundador de la dinastía. Tras morirse en 1501 Ulugh Beg, sah y gobernador de Kabul descendiente de Tamerlán (además de prolífero científico y astrónomo), su hijo no consiguió ceñirse a la corona y fue derrocado en una revolución, seguida por un período de anarquía en el que un usurpador se hizo con el poder local. Si bien poco después, Babur (nacido Zahir-ad-din Mohammed), quien era sobrino de Beg y también descendiente de Tamerlán, volvió a recuperar la ciudad (como gobernador, pero todavía no sah). En la Baburnama (Cartas de Babur), se describe una contundente acción frente a la Puerta de Lahore, que se encontraba a pie de la fortaleza, en su lado norte, seguida por la rápida rendición tanto de la ciudadela como de la ciudad. Babur, quien había perdido sus tierras ancestrales en Asia Central, convirtió a Kabul en su base durante 22 años (hasta su marcha a India), durante los cuales la ciudad se desarrolló y consolidó su importancia comercial. El mismo Babur, quien solo accedería al trono de sah en 1526 (después de tomar Delhi y hacerse con un vasto territorio del subcontinente indio), fundando con ello el Imperio mogol, prefirió vivir todo este tiempo en tiendas de campaña en los extensos jardines que él mismo construyó alrededor de Kabul.
Desde su palacio en Delhi, seguía manteniendo un vínculo especial con Kabul y su fortaleza, a la que describió como «situada en un lugar espacioso, con una hermosa vista y rodeada de praderas verdes». Una frase de la Baburnama cita: «Bebed vino en el fuerte de Kabul y volved a llenar la copa sin parar; pues Kabul es montaña, río, ciudad y llanura en una». Su interés por la ciudadela se refleja en una misiva que envió en 1529 desde Bengala a su gobernador en Kabul, mostrando su inquietud por un edificio de ladrillo quemado que se encontraba en fase de construcción dentro de la fortaleza. En ella se dan instrucciones concretas sobre cómo proceder en función de la existencia o carencia de planes específicos. Debido al estado actual de Bala Hissar, no se sabe si dicho edificio llegó finalmente a completarse.
Babur murió en Agra en 1530, y unos años más tarde su cuerpo fue trasladado a Kabul y enterrado por su hijo y heredero Humayun (segundo emperador mogol) en su jardín favorito —actual Bagh-e Babur— al oeste de Bala Hissar (adyacente al río Kabul). Humayun heredó un imperio inmenso pero poco organizado y con focos de descontento y rebelión. Sus diez años de reinado fueron muy ajetreados, y de hecho se encontraba destronado durante 15 años tras perder el control sobre sus tierras, primero a Sher Shah, fundador del Imperio suri (tras invadir Bengala). Como consecuencia, puso rumbo a Persia, donde el gran sah, antaño aliado de su padre, le ofreció tropas para que pudiera recuperar el trono. Cuando volvió a Kabul, su medio hermano Kamran ya había reconquistado la ciudad de los suris, aunque no tenía intención de perder su recién lograda posición. En una serie de combates en 1545, tras recuperar Kandahar (también tomada por Karman), Humayun recuperó y volvió a perder Kabul dos veces antes de arrebatárselo finalmente a su hermano (a quien cegó y envió a La Meca como penitencia). En los próximos diez años, Humayun establecería su centro de poder en la ciudadela de Kabul, aunque solo recuperaría la parte indopaquistaní de su imperio (y se reestablecería como sah mogol) en 1555, primero con la toma de Peshawar (1554) y luego con la toma de Lahore y, finalmente, tras vencer en la batalla de Macchiwara, con la toma de Delhi (si bien unos meses después moriría accidentalmente en su librería privada en el pabellón de Sher Mandal).

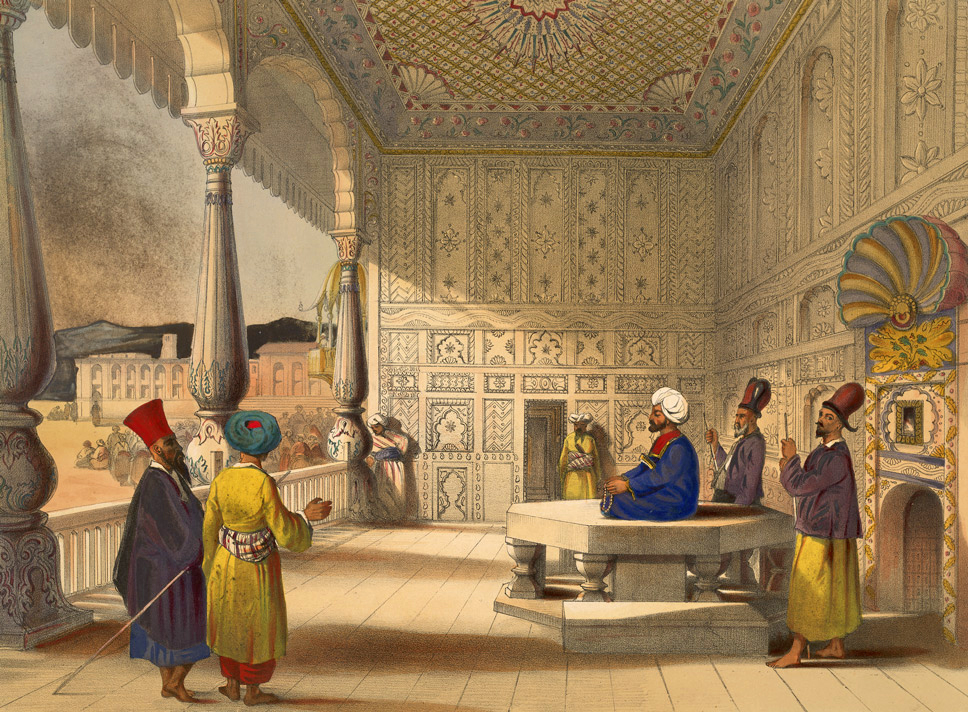
Dibujo de 1848 realizado por el teniente James Rattray del Ejército británico, mostrando al 5.º y último emperador afgano de la dinastía durrani, Shuja Shah, sentado en la sala del trono del palacio que lleva su nombre en la ciudadela de Bala Hissar, el día de su coronación en 1839.

Cuando Akbar el Grande, su hijo, le sucedió y consolidó su dominio sobre Kabul, este hizo de la ciudadela el lugar de residencia principal del subadar de Kabul. Bajo su reinado, el complejo fue ampliado y reforzado, convirtiéndose en una imponente fortaleza palaciega, comparable en tamaño con las fortificaciones de las dos capitales mogolas, Agra y Lahore (el fuerte de Agra y el fuerte de Lahore, ambos Patrimonios de la Humanidad, que a diferencia de Bala Hissar, se han conservado en perfecto estado). A comienzos del siglo XVII, su sucesor Jahangir demolió algunas de las antiguas edificaciones y las sustituyó por nuevos palacios, salas de festejos y un charbagh. Su hijo y sucesor, Sha Jahan, todavía siendo príncipe heredero construyó unas notables estancias para uso propio dentro de la fortaleza, que le valieron la admiración de su padre. Ya como emperador, Jahan, quien pasó gran parte de su reinado batallando a lo largo y ancho del imperio, fijó su residencia en Bala Hissar durante la guerra mogol-safávida. Su sucesor, Aurangzeb, un estricto practicante de la ley islámica conocido por su crueldad, fue quien construyó la mezquita de la fortaleza.

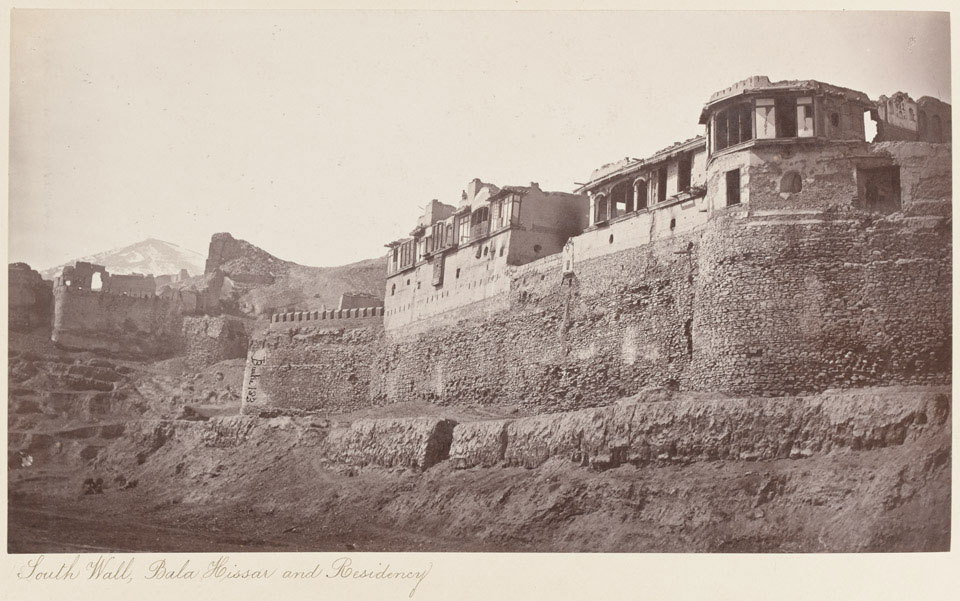
Una imagen de la fortaleza que recorre el muro hacia las residencias británicas, las cuales fueron ocupadas por el enviado británico Pierre Louis Cavagnari tras la firma del acuerdo de Gandamak bajo el auspicio del emir Yakub Jan en julio de 1879. Dos meses después, Cavagnari fue brutalmente asesinado por milicias antibritánicas, dando comienzo a la última fase de la guerra anglo-afgana, en la que la fortaleza fue destruida..

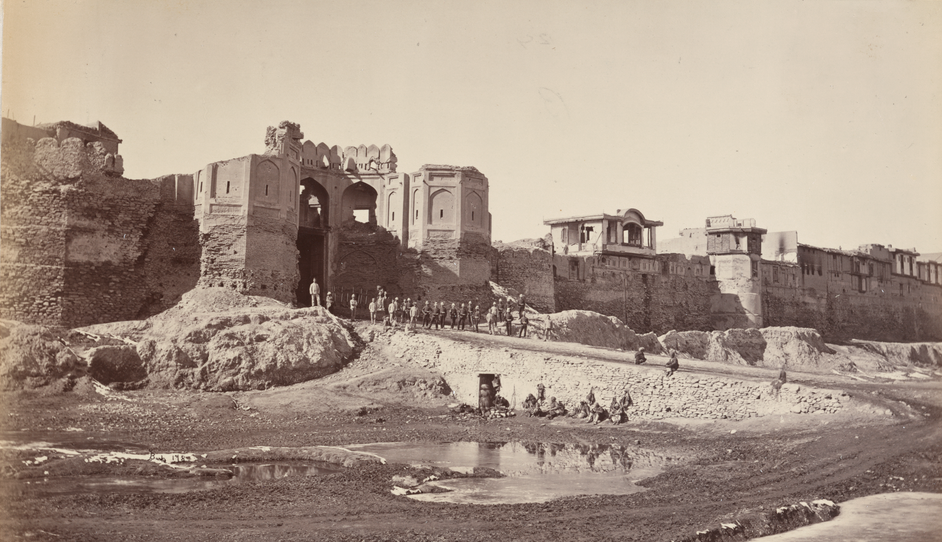
Fotografía de Bala Hissar tomada entre 1878 y 1880 (durante o después de la segunda guerra anglo-afgana), donde se puede ver, a pesar de su mall estado, algunas de las estructuras en aún en pie. Estas serían arrasadas por los británicos antes de abandonar Kabul ese mismo año.
La imagen fue extraída de un álbum con retratos de personas, ciudades, pueblos, paisajes, bases militares y estructuras en la India británica, que se encuentra en la Biblioteca del Congreso de Estados Unidos.

Cuando los mogoles perdieron Kabul, la fortaleza cayó en el abandono tras pasar a manos persas y durranis, hasta la llegada al poder del segundo sah durrani, Timur Shah, en 1773. Tras trasladar permanentemente su capital principal de Kandahar a Kabul (anteriormente capital de verano de su padre, Ahmed Sah), ocupó la ciudadela, convirtiéndola en principal residencia real de la dinastía. Entre otros, reconstruyó uno de sus palacios y utilizó por primera vez la fortaleza superior como prisión estatal y arsenal (con estructuras propias mandadas a construir durante su reinado). Su sucesor, Shuja Shah Durrani, siguió desarrollando la fortaleza, continuando con la sustitución de muchas de las construcciones mogolas por otras más contemporáneas y de mayores dimensiones.

### Edad Contemporánea
Como principal fortaleza de la región, Bala Hissar fue escenario de varios acontecimientos clave tanto en la primera guerra anglo-afgana (1838-1842) como en la segunda (1878-1880). En el marco de esta última, el administrador militar y enviado especial británico a Kabul, Pierre Louis Napoleon Cavagnari, fue brutalmente asesinado en septiembre de 1879 dentro de la fortaleza, suceso que desató un levantamiento popular que desencadenó en la segunda y crucial fase de la segunda guerra. Es cuando la estructura sufre daños importantes después de ser incendiadas las dependencias británicas y, más tarde, cuando explota su armería llena de explosivos. Debido a las encarnizadas batallas en la ciudadela en ambas guerras, el lugar fue considerado por los británicos un símbolo de la rebelión contra el Imperio. El mariscal de campo Frederick Roberts, de los más destacados estrategas victorianos de la época, tenía planeado demoler la fortaleza por completo, pero al final, en la primavera de 1880, se optó por reforzarla ligeramente con fortificaciones provisionales, unos meses antes de que los británicos abandonaran Afganistán. Antes de marcharse, Roberts ordenó arrasar la mayor parte de las construcciones que aún quedaban en pie, tanto de la época mogol como de la durrani, dejando la fortaleza en estado de ruinas, en el que se aprecian muy pocas aportaciones arquitectónicas en la actualidad.
Bala Hissar fue finalmente abandonada en la década de 1890, que es cuando dejó de cumplir funciones residenciales, defensivas u oficiales.

#### SigloXX-actualidad
En agosto de 1979 se produjo el levantamiento de Bala Hissar, una insurrección organizada por grupos antigubernamentales conformados por insurgentes y oficiales rebeldes del Ejército afgano que se infiltraron y ocuparon la fortaleza un año después de la Revolución de Saur, que instauró el régimen comunista del país. Como consecuencia, la ciudadela fue bombardeada por aviones MiG, tanques y artillería del Gobierno del PDPA, y decenas de insurrectos fueron arrestados y ejecutados tras juicios sumarios. La fortaleza, ya en mal estado, resultó aun más dañada.
Durante la guerra civil afgana, en 1994, Bala Hissar volvió a ser centro de acciones violentas durante los enfrentamientos entre las facciones armadas de Ahmad Shah Masud y Gulbudin Hekmatiar. De nuevo, gran parte de los restos de la fortaleza resultaron dañados. Antes de que los talibanes se hicieran con el control del país en 2021, la ciudadela sirvió de cuartel general de la 55.ª División del Ejército Nacional Afgano. Algunos restos de tanques, artillería y armamento pesado destruidos en las últimas décadas se pueden observar esparcidos por la ladera alrededor de la fortaleza.

## Conservación
En las últimas décadas ha habido planes de restaurar el complejo de Bala Hissar como parque arqueológico y museo al aire libre, siendo su silueta uno de los símbolos de la capital afgana. El 2 de febrero de 2021, el ministro afgano de Información y Cultura, Mohammad Tahir Zuhair, firmó un memorando de entendimiento con el Aga Khan Trust for Culture (un fondo de la Aga Khan Development Network), acordando la financiación de la reconstrucción y consolidación de las murallas, así como el desarrollo del parque arqueológico. El fondo se iba a encargar del grueso de la financiación, que sería completada por otras organizaciones: la fundación ALIPH (Alianza Internacional para la Protección del Patrimonio en Zonas de Conflicto), con base en Ginebra, expresó su intención de dedicar unos 2,6 millones de dólares al proyecto, mientras que el Gobierno de India se comprometió a aportar un millón de dólares más.
A fecha de hoy, el acuerdo no se ha ejecutado por la situación política y sanitaria que vive el país.